# Rezerwy i Akademia Arsenalu F.C.
Akademia Arsenalu – młodzieżowe zespoły Arsenalu. W Akademii istnieją zespoły U-18 i U-16, które występują w rozgrywkach Premier Academy League. Zespół był jedną z pierwszych szkółek powstałych w Anglii i uzyskał swój status już w 1998 roku.
Dyrektorem akademii jest były legendarny zawodnik Kanonierów Liam Brady, którego wspomaga inny były zawodnik Arsenalu David Court.
Zespołem do lat 18 zajmuje się kolejny były gracz The Gunners Steve Bould. Młodzi zawodnicy trenują w centrum treningowym, z którego usług korzysta także pierwsza kadra.
Młodszymi rocznikami od lat 9, aż do 16 zajmuje się Roy Massey, były zawodnik m.in. Colchester United.
Akademia jest zapleczem drużyny rezerw, z której już tylko krok dzieli od kadry pierwszego zespołu. Taką właśnie drogę przebyli m.in. Ashley Cole i Stuart Taylor, obecnie zawodnicy czołowych klubów Premiership.
W szkółce szkolą się nie tylko nastolatki z Wysp. Bardzo rozwinięta siatka skautingu wyszukuje na całym globie młodych i utalentowanych graczy, którzy następnie zdobywają w akademii odpowiednie umiejętności do gry w Anglii, głównie występując w Carling Cup.

## Obecny skład

### Liga U-18
Poniższa lista prezentuje zawodników występujących w zespole do lat 18 w sezonie 2014/15.
| Nr | Poz. | Piłkarz                 |
| -- | ---- | ----------------------- |
|    | BR   | Hugo Keto               |
|    | BR   | Joao Virginia           |
|    | OB   | Marc Bola               |
|    | OB   | Ilias Chatzitheodoridis |
|    | OB   | Jordi Osei-Tutu         |
|    | OB   | Tolaji Bola             |
|    | OB   | Kostas Pileas           |
|    | PO   | Ben Sheaf               |
|    | PO   | Aaron Eyoma             |
|    | PO   | Harry Donovan           |

| Nr | Poz. | Piłkarz           |
| -- | ---- | ----------------- |
|    | PO   | Savvas Mourgos    |
|    | PO   | Charlie Gilmour   |
|    | PO   | Marcus Agyei-Tabi |
|    | PO   | Vlad Dragomir     |
|    | PO   | Nathan Tella      |
|    | PO   | Joe Willock       |
|    | NA   | Donyell Malen     |
|    | NA   | Joshua Da Silva   |
|    | NA   | Edward Nketiah    |
|    | NA   | Yassin Fortune    |

### Młodzież w wieku szkolnym
| Nr | Poz. | Piłkarz         |
| -- | ---- | --------------- |
|    | BR   | George Phillips |
|    | BR   | Jordan Perrin   |
|    | OB   | Rob Howard      |
|    | OB   | Toby Omole      |
|    | PO   | Josh Benson     |

| Nr | Poz. | Piłkarz          |
| -- | ---- | ---------------- |
|    | PO   | Robbie Burton    |
|    | PO   | Emile Smith-Rowe |
|    | NA   | Reiss Nelson     |
|    | NA   | Trae Coyle       |

## Sukcesy
- FA Premier Youth League/FA Premier Academy League

Zwycięstwo (4): 1997/98, 1999/00 (U-17), 2001/02 (U-19), 2008/09
- South East Counties League

Zwycięstwo (4): 1955/56, 1964/65, 1971/72, 1990/91
- FA Youth Cup

Zwycięstwo (7): 1965/66, 1970/71, 1987/88, 1993/94, 1999/00, 2000/01, 2008/09
Wicemistrzostwo (1): 1964/65
- South East Counties League Cup

Zwycięstwo (6): 1959/60, 1960/61, 1961/62, 1963/64, 1970/71, 1979/80
- Southern Junior Floodlit Cup

Zwycięstwo (5): 1962/63, 1965/66, 1984/85, 1990/91, 1997/98
- London Minor FA Cup

Zwycięstwo (1): 1966/67

## Absolwenci Akademii występujący w reprezentacjach
Poniższa lista przedstawia wszystkich absolwentów Akademii Arsenalu, którzy występowali w reprezentacjach swoich krajów od czasu II wojny światowej.
Aktualne na dzień 14 marca 2012.
- Neil Kilkenny
- Jeorjos Efrem
- Peggy Lokando
- Nicklas Bendtner
- Tony Adams
- David Bentley
- Andy Cole
- Ashley Cole
- Leslie Compton*
- Charlie George
- Ray Kennedy
- Martin Keown
- Paul Merson
- Arthur Milton*
- Ray Parlour
- John Radford
- Graham Rix
- David Rocastle
- Lionel Smith
- Peter Storey
- Michael Thomas
- Jack Wilshere
- Ingi Højsted
- Moritz Volz
- Quincy Owusu-Abeyie
- Stefán Gíslason
- Graham Barrett
- Liam Brady
- John Devine
- David O’Leary
- Frank O’Neill
- Niall Quinn
- Pat Scully
- Frank Stapleton
- Anthony Stokes
- Colin Hill
- Steve Morrow
- Terry Neill
- Sammy Nelson
- Pat Rice
- Dean Shiels
- Wojciech Szczęsny
- Paul Dickov
- Richard Hughes
- Cesc Fàbregas
- Sebastian Larsson
- Johan Djourou
- Frank Simek
- Rhys Weston

* – Gracze występujący również w reprezentacji Anglii w krykieta

## Drużyna rezerw

### Obecna kadra
Stan na 20 sierpnia 2013.
| Nr | Poz. | Piłkarz                  |
| -- | ---- | ------------------------ |
|    | BR   | Damián Martínez          |
|    | BR   | Dejan Iliev              |
|    | OB   | Héctor Bellerín          |
|    | OB   | Tafari Moore             |
|    | OB   | Daniel Boateng           |
|    | OB   | Isaac Hayden             |
|    | OB   | Zachari Fagan            |
|    | OB   | Leander Siemann          |
|    | OB   | Stefan O’Connor          |
|    | OB   | Brandon Ormonde-Ottewill |
|    | PO   | Nico Yennaris            |
|    | PO   | Alfred Mugabo            |
|    | PO   | Glen Kamara              |

| Nr | Poz. | Piłkarz                |
| -- | ---- | ---------------------- |
|    | PO   | Jon Toral              |
|    | PO   | Kristoffer Olsson      |
|    | PO   | Jack Jebb              |
|    | PO   | Gedion Zelalem         |
|    | PO   | Samuel Galindo         |
|    | PO   | Serge Gnabry           |
|    | PO   | Thomas Eisfeld         |
|    | PO   | Anthony Jeffrey        |
|    | PO   | Ainsley Maitland-Niles |
|    | NA   | Benik Afobe            |
|    | NA   | Zak Ansah              |
|    | NA   | Chuba Akpom            |
|    | NA   | Alex Iwobi             |

#### Piłkarze na wypożyczeniu
| Nr | Poz. | Piłkarz                                                   |
| -- | ---- | --------------------------------------------------------- |
|    | BR   | Josh Vickers (do Canvey Island do 1 stycznia 2014)        |
|    | OB   | Ignasi Miquel (do Leicester City do końca sezonu 2013/14) |

| Nr | Poz. | Piłkarz                                                    |
| -- | ---- | ---------------------------------------------------------- |
|    | PO   | Chuks Aneke (do Crewe Alexandra do 1 stycznia 2014)        |
|    | NA   | Wellington Silva (do Realu Murcia do końca sezonu 2013/14) |

### Sztab szkoleniowy
Stan na 29 sierpnia 2009.
| Funkcja                      | Imię i Nazwisko | Narodowość |
| ---------------------------- | --------------- | ---------- |
| dyrektor akademii            | Liam Brady      | Irlandia   |
| asystent dyrektora akademii  | David Court     | Anglia     |
| asystent dyrektora akademii  | Roy Massey      | Anglia     |
| trener zespołu młodzieżowego | Steve Bould     | Anglia     |
| trener                       | Steve Gatting   | Anglia     |
| trener bramkarzy             | Tony Roberts    | Walia      |
| trener                       | Carl Laraman    | Anglia     |
| trener                       | Steve Leonard   | Anglia     |
| fizjoterapeuta               | Jon Cooke       | Anglia     |
| trener odnowy biologicznej   | Craig Gant      | Anglia     |
| menadżer od strojów          | Dennis Rockall  | Anglia     |

### Sukcesy
Zespół rezerw
- Football Combination: 18

1922/1923, 1926/1927, 1927/1928, 1928/1929, 1929/1930, 1930/1931, 1933/1934, 1934/1935, 1936/1937, 1937/1938, 1938/1939, 1946/1947, 1950/1951, 1962/1963, 1968/1969, 1969/1970, 1983/1984, 1989/1990
- Football Combination Cup: 3

1952/1953, 1967/1968, 1969/1970
- London FA Challenge Cup: 7

1933/1934, 1935/1936, 1953/1954, 1954/1955, 1957/1958, 1962/1963, 1969/1970
- Kent League: 1

1896/1997
- West Kent League: 3

1900/1901, 1901/1902, 1902/1903
- London League First Division: 3

1901/1902, 1903/1904, 1906/1907
- Kent Junior Cup: 1

1889/1990
Zespół 'A'
- London Professional Mid/19Week League

1931/1932, 1952/1953
- Eastern Counties League

1954/1955
- Metropolitan League

1958/1959, 1960/1961, 1962/1963
- Metropolitan League Cup

1960/1961, 1965/1966
- Metropolitan League Professional Cup

1960/1961, 1961/1962